# Buning-Brongers-Preis
Der Buning-Brongers-Preis (niederländisch Buning Brongers prijs) ist ein niederländischer Kunstpreis.
Der Preis wird alle zwei Jahre in Amsterdam an bis zu zehn junge Künstler verliehen, um diese in ihrer beruflichen Entwicklung zu fördern. Die Kandidaten werden von niederländischen Kunstakademien nominiert, zuletzt (2008) unter Beteiligung von achtzehn Akademien, und müssen ein rezentes Diplom von einer solchen Akademie vorweisen können. Jeder Preisträger erhielt in den letzten Jahren ein Preisgeld von 4500 Euro. In der Preissumme von 45.000 Euro handelt es sich damit um den größten Kunstpreis einer privaten niederländischen Stiftung.
Die Titia Brongers Stichting (Titia-Brongers-Stiftung) wurde 1961 von dem Kunstmaler Johan Buning (1893–1963) im Gedenken an seine Ehefrau Titia Buning-Brongers (1904–1961) eingerichtet zum Zweck der Förderung junger niederländischer Künstler. Nach dem Tod von Johan Buning wurde die Stiftung in Johan en Titia Buning-Brongers Stichting (Johan-und-Titia-Buning-Brongers-Stiftung) umbenannt und von seiner Schwägerin Jeannette Brongers weitergeführt.

## Preisträger (seit 1996)
- 1996 – Rolf Bastiaans, Frans Boomsma, Abraham de Haan, Jeroen Krielaart, Vanessa Jane Phaff, Jannie Regnerus, Wim van den Toorn, Siree van der Velde, Jeroen van der Velden, Daniel Verkerk, Bas Zoontjens
- 1998 – Rana Berends, Henk de Bouter jr, Monique Camps, Raymond Cuijpers, Natasja Kensmil, Bas Louter, Jacco Olivier, Gertjan Scholte-Albers, Barbara Wijnveld, Ina van Zyl[1]
- 2000 – Antoine Adamowicz, Robert Geveke, Jasper van der Graaf, Leo Kogan, Harm Goslink Kuiper, Ellemieke Schoenmaker, Derk Thijs, Esther Tielemans, Eefje Versteegen, Barbara Wijnveld
- 2002 – Michiel ten Bokum, Liam Dunne, Aaron van Erp, Robert Geveke, Jonathan Gold, Amber de Groot, Sara van der Heide, Hidde van Schie, Chantal Spit, Myra de Vries[2]
- 2004 – Wafae Ahalouch El Keriasti, Tjebbe Beekman, Mark Beerens, Marie Civikov, Yesim Akdeniz Graf, Kristine Hymøller, Chloe Morrison, Julia Münstermann, Marjolein Rothman, Myrthe Steenweg[3]
- 2006 – Miranda Cleary, Nathan van Heynsbergen, Rijnder Kamerbeek, Henrik Kröner, Anna Niederbremer, Pauline Niks, Jack Ruebsaet, Lucy Stein, Evi Vingerling, Rozemarijn Westerink[4]
- 2008 – Niels Broszat, Vincent Dams, Dagmar Donners, Jakup Ferri, Paul Haworth, Hans Hoekstra, Jack Holden, Lilian Kreutzberger[5]
- 2010 – Jan Wattjes, Omar Koubâa, Mitchel Breed, Viktor Baltus, Mari Stoel, Sarah Verbeek, Thijs Jansen
- 2012 – Maarten van Aken, Gonul Albayrak, Fritz Bornstück, Andrea Freckmann, Dimitar Genchev, Josje Peters, Thomas Raat, Sanne Rous.
- 2014 – Cian-Yu Bai, Frederique Jonker, Janine van Oene, Sam Samiee, Jisan Ahn, Jeannoux van Deijck, Saskia Blokzijl.
- 2016 – Anika Mariam Ahmed, Jurre Blom, Alex Crocker, Nancy de Graaf, Noah Ryu, Steffen Vogelezang.
- 2018 – Ricardo van Eyk, Naomi Mitsuko Makkelie, Jenny Lindblom, David Noro, Wouter Paijmans, Rutger de Vries